# Morte sul Rio Grande
Morte sul Rio Grande (River of Rage: The Talking of Maggie Keene) è un film per la televisione del 1993 con protagonista Victoria Principal.

## Trama
Maggie Keene è una donna che ama fumare. Un giorno, in vacanza in montagna con i suoi amici, si allontana per fumare una sigaretta. In questo modo assiste ad un omicidio. I killer che l'hanno vista vogliono ucciderla ed inizia un lungo inseguimento nel Canyon.